# Marco Hämmerli
Marco Hämmerli (* 7. Mai 1985 in Flawil) ist ein ehemaliger Schweizer Fussballspieler und heutiger -trainer.

## Spielerkarriere
Nachdem der Linksfuss beim FC Gossau in der 1. Liga und bei seinem Stammverein FC Wil in der Challenge League erste Erfahrungen gesammelt hatte, wechselte er auf die Saison 2006/2007 hin in die Axpo Super League zum FC Thun. 2008 folgte der Transfer zum FC St. Gallen, mit dem ihm in der darauffolgenden Saison der Aufstieg in die höchste Spielklasse gelang.

## Trainerkarriere
Im September 2020 wurde Hämmerli als neuer Trainer der U-21 des FC St. Gallen vorgestellt. Ab 2023 war er Trainer der U-19 der Espen. Im Sommer 2024 wechselte er zum FC Wil und wurde Nachfolger von Brunello Iacopetta.